# Duc de Modène
Le titre de duc de Modène fut créé en 1452 par l'empereur Frédéric III pour la famille italienne d'Este, dont les membres étaient seigneurs de Ferrare, et furent également créés ducs de Reggio d'Émilie puis ducs de Ferrare en 1471. En 1597, le duché de Ferrare fut incorporé aux États pontificaux, les Este demeurant ducs de Modène et de Reggio jusqu'en 1796. À cette date, les deux duchés furent incorporés à la République cispadane créée par Napoléon Bonaparte. 
En 1814, le duché de Modène fut rétabli au profit de la maison de Habsbourg en conséquence du mariage de l'archiduc Ferdinand de Habsbourg-Lorraine-Este (1754-1806), fils de l'empereur François Ier et de l'impératrice Marie-Thérèse et frère aîné de Marie-Antoinette, avec Marie-Béatrice d'Este (1750-1829), dernière duchesse de Modène de la maison d'Este. Cette deuxième existence du duché de Modène dura jusqu'à l'annexion de celui-ci par le royaume de Piémont-Sardaigne en 1859. 
À partir de 1815, les ducs de Modène obtinrent en outre le titre de duc de la Mirandole et, à partir de 1829, celui de duc de Massa et prince de Carrare.

## Maison d'Este-Modène
1. 1450-1471 : Borso d'Este
2. 1471-1505 : Hercule Ier (Ercole I)
3. 1505-1534 : Alphonse Ier (Alfonso I)
4. 1534-1559 : Hercule II (Ercole II)
5. 1559-1597 : Alphonse II (Alfonso II)
6. 1597-1628 : César (Cesare)
7. 1628-1644 : Alphonse III (Alfonso III)
8. 1644-1658 : François Ier (Francesco I)
9. 1658-1662 : Alphonse IV (Alfonso IV)
10. 1662-1694 : François II (Francesco II)
11. 1694-1737 : Renaud III (Rinaldo III)
12. 1737-1780 : François III (Francesco III)
13. 1780-1796 : Hercule III (Ercole III)

## Maison de Habsbourg-Este
1. 1803-1806 : Ferdinand de Habsbourg-Lorraine-Este, duc titulaire
2. 1806/1814-1846 : François IV (Francesco IV), duc titulaire puis rétabli
3. 1846-1859 : François V (Francesco V)

## Prétendants au titre de duc de Modène depuis 1859
- François V (Francesco V) (1859–1875)
- François-Ferdinand d'Autriche (1875–1914)
- Charles Ier d'Autriche (1914–1917)
- Robert d'Autriche-Este (1917–1996)
- Lorenz d'Autriche-Este (1996–)
  - Héritier : Amedeo de Belgique